# Cecropia (ciudad)
Cecropia (en griego, Κεκροπία) es el nombre de una antigua ciudad griega del Ática. El nombre de Cecropia también era usado para designar a toda la región del Ática.
Estrabón recoge una información de Filócoro según la cual era una de las doce ciudades que el mítico rey Cécrope estableció en el Ática y que más tarde fueron unidas por Teseo en la ciudad de Atenas.